# CollectiveAccess
 (juillet 2011).
Sa qualité peut être largement améliorée en utilisant un vocabulaire plus directement compréhensible.
 (juillet 2011).
CollectiveAccess est une application open source gratuite de gestion et d'accès en ligne aux collections des musées, archives et collections digitales.

## Description
CollectiveAccess a été conçu de manière à gérer des collections hétérogènes de grande taille qui ont des besoins complexes de catalogage. De nombreux standards de métadonnées et de type de médias sont supportés. À la différence de nombreuses autres applications de gestion des collections, CollectiveAccess est entièrement basée sur le web. L'ensemble des fonctions de catalogage, de recherche et d'administrations sont accessibles via un simple navigateur web, libérant l'utilisateur d'un système d'exploitation particulier. L'accès web rend le catalogage par des équipes distantes et l'accès aux collections plus simple, plus efficace et financièrement plus avantageux.
CollectiveAccess version 1.0 est composé d’un module de catalogage et de gestion des données nommée Providence ainsi que d'un module optionnel d’accès public par le web nommé Pawtucket. Collective Access est une famille d’applications qui interagissent afin de fournir une gestion transparente de la collection et une plate-forme de publication. Chaque composant a un rôle particulier et doit être téléchargé séparément.
La traduction de CollectiveAccess est gérée par idéesculture. 
Le programme est utilisé dans un cadre universitaire de recherche (Université du Maine, projet PAFI et ANR P-RECIHC), dans des musées et centres d'archives en France et en Belgique

### Applications

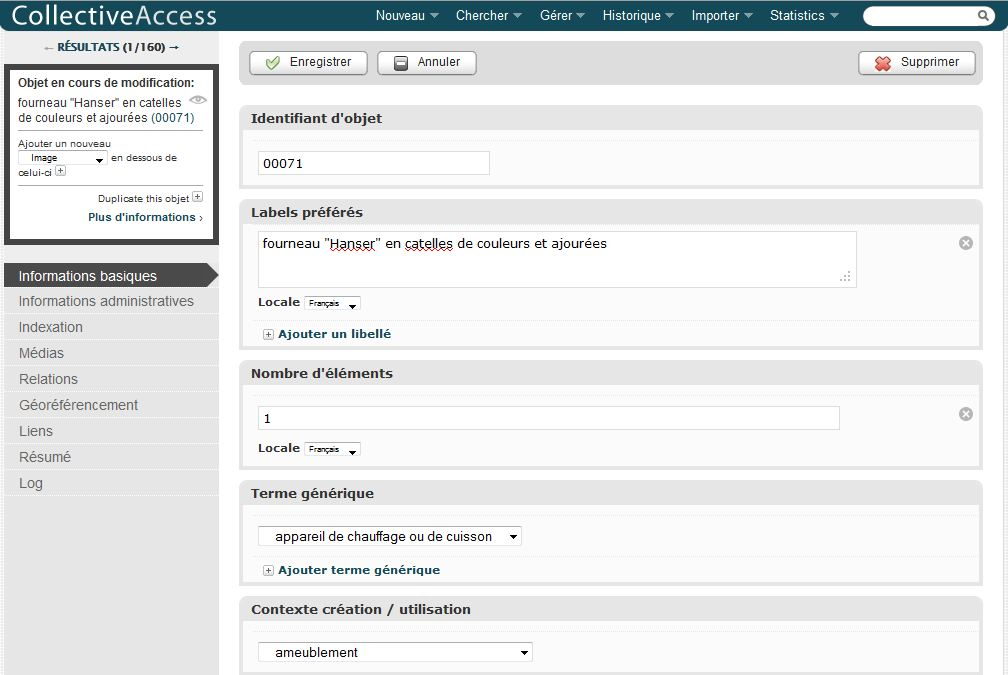
Écran d'édition des objets

- Providence : Noyau servant d’outil de catalogue d’application de base de données et est utilisé pour gérer et décrire la collection.
- Pawtucket : Module d’accès public qui met à disposition de l’utilisateur une recherche ergonomique de type web et une interface de navigation dans les données ainsi que des fonctionnalités interactives telles que le tag, les commentaires, la notation et la génération de présentations. Il est également possible d'utiliser Pawtucket pour facilement créer un sous-ensemble de la collection qui sera mise à disposition du public sur internet.

## Paramétrage
Le paramétrage de Collective Access se fait au moyen d’un profil d’installation (installation profil). Celui-ci inclut :
- Metadata elements
- Relationship elements
- User interfaces
- List and vocabularies
- Locales

## Tableau de bord (dashboard)
CollectiveAccess 1.0 inclut un nouveau tableau de bord paramétrable. C'est le premier écran qui s'affiche lorsque vous entrez dans Providence. La fonction principale du tableau de bord est l'affichage des gadgets (widgets) pour votre système. Les gadgets offrent des fonctions spécialisées et des mini-applications au sein de Providence. La version 1.2 est disponible depuis le 2 juin 2012.